# 1977 في باكستان
فيما يلي قوائم الأحداث التي وقعت خلال عام 1977 في باكستان.

## سياسة

### تعيين في المنصب
- 5 يوليو – غلام إسحاق خان وزير المالية (باكستان).

### انتهاء فترة المنصب
- 5 يوليو – ذو الفقار علي بوتو رئيس وزراء باكستان.

## مواليد

### يناير
- 1 يناير – تبسم عدنان ناشطة باكستانية.

### فبراير
- 3 فبراير – طارق عمران لاعب هوكي حقل باكستاني.
- 28 فبراير – زيشان أشرف لاعب هوكي حقل باكستاني.

### مايو
- 12 مايو – ميرا ممثلة باكستانية.

### يونيو
- 18 يونيو – سلطان أحمد لاعب كركيت باكستاني.

### يوليو
- 3 يوليو – نور البخاري
- 8 يوليو – سهيل كلداري رجل أعمال باكستاني.
- 16 يوليو – عاصم إقبال لاعب كركيت باكستاني.

### سبتمبر
- 25 سبتمبر – فرحان عادل لاعب كركيت باكستاني.

### أكتوبر
- 1 أكتوبر – أحمد حياة لاعب كركيت باكستاني.
- 14 أكتوبر – سعيد أجمل لاعب كركيت أسترالي.
- 15 أكتوبر – عمران عباس

### نوفمبر
- 16 نوفمبر – كاشف إبراهيم لاعب كركيت باكستاني.
- 19 نوفمبر – حنا رباني خار
- 30 نوفمبر – علي محمد خان سياسي باكستاني.

### ديسمبر
- 4 ديسمبر – شهيد نظير لاعب كركيت باكستاني.
- 12 ديسمبر – محمد أختر لاعب كركيت من المملكة المتحدة.

## وفيات

### أكتوبر
- 17 أكتوبر – محمد يوسف البنوري (مواليد 1908)